# عريس من جهة أمنية (فلم)
عريس من جهة أمنية فيلم مصري كوميدي من إنتاج عام 2004، بطولة عادل إمام وشريف منير وحلا شيحا ولبلبة. وقصة الفيلم تدور حول رجل الأعمال الذي يحب ابنته جدا ويحاول بكل الطرق ألا تتزوج وتبتعد عنه ولكن تقدم إلى خطبتها ضابط أمن دولة وتتزوج منه ولكن الأب لا يستطيع الابتعاد عن ابنته ويلاحقهما.

## قصة الفيلم
تدور الفيلم حول رجل صاحب بازار (عادل إمام) ويهوى جمع التحف ويحب ابنته (حلا شيحة) جدا لدرجة انه لا يستطيع الابتعاد عنها حتى في زواجها، ولا يكاد يتصور أن تذهب عنه بالزواج من شاب في عمرها، بل انه يكاد يتشاجر مع أي شاب ينظر إليها أو يحاول أن يعاكسها يتقدم لها عدد كبير من الشباب لخطبتها ولكنها تعجب بضابط أمن دولة (شريف منير) وتتزوجه ولكن والدها يطاردهما في كل مكان. ولكنه لا يفيق وإنما يعند خاصة عندما يعرف أن ابنته حامل بعد أن عمل المستحيل لكي لا تمارس حياتها الزوجية. تختار الابنة أباها أولا ثم تذهب للزوج حتي ينتهي الفيلم نهاية سعيدة بعودة الأب إلي صفاته بعد أن يري حفيدته كما تستطيع والدة شريف (لبلبة) أن تجذبه ناحيتها وفي هذه اللحظة فقط يستطيع شريف أن يعيش حياة طبيعية مع زوجته.

## طاقم التمثيل
- عادل إمام: بدور خَطّاب النجّاري - والد حبيبة.
- لبلبة: بدور انشراح والدة طارق عبد الجليل.
- شريف منير : (الرائد طارق عبد الجليل)
- حلا شيحة : (حبيبة)
- أشرف عبد الباقي : (ضيف شرف - الخطيب الأول)
- أحمد زاهر : (ضيف شرف - الخطيب الثاني)
- ريكو : (ضيف شرف - الخطيب الثالث)
- عبد الله مشرف
- حسن الديب

## الإنتاج
بدأ تصوير الفيلم في مارس 2004، ويعتبرالفيلم رقم 121 للممثل عادل إمام. وكان هناك نية أن ينتج الفيلم تحت مسمى مواطن أمن دولة، لكن المنتج عصام إمام شقيق عادل إمام أعلن عن تغيير العنوان إلى عريس من جهة أمنية، وهو قصة وسيناريو وحوار يوسف معاطي وإخراج علي إدريس في تجربته السينمائية الثانية مع عادل إمام بعد فيلم «التجربة الدنماركية». وكانت مشاهد شهر العسل للعروس والعريس صورت في جزر المالديف، وهي المرة الثانية التي يلجأ فيها فيلم مصري للتصوير في جزر المالديف، بعد فيلم صوره محمد خان وبشير الديك هناك بناء علي طلب حاكم المالديف.

## الإصدار
عُرض الفيلم في 21 يوليو 2004. حقق أربعة ملايين جنيه في أسبوع عرضه الأول ووصلت إيراداته في أكتوبر 2004 إلى 11 مليون جنيه.

### الإستقبال النقدي
تلقى الفيلم إشادة جيدة من النقاد، الكاتبة ماجده خير الله أكدت أن عادل إمام فاجأ الجميع بالتغيير، وأن المخرج استعان بنجوم شباب أضفت على الفيلم روح الشباب. الدكتور رفيق الصبان أشار إلى أن أحداث العمل جاءت متناسقة تسير بإيقاع متصاعد جميل يفجر الضحكات من القلب بشخصيات مركبة فنشاهد وجها تراجيديا وآخر ضاحكا وعادل إمام فنان كبير في ذروة تألقه ونضجه الفني. في حين أن الناقدة خيرية البشلاوي ترى أن الفيلم يعد الأقل ابتذالا على الساحة خاصة أن هناك محاولة بداخله لاحترام المتفرج ورغبة من عادل إمام في الاختلاف عن محمد سعد لكن القماشة واحدة تقريبا ولا تختلف عن (عوكل) فكلا الفيلمين مقتبسين من أفلام أجنبية لتجسيد ظاهرة سرقة الأفكار من الأمريكان، أيضا المط والتطويل في الأحداث واحد وإن كان الحوار في فيلم عادل إمام أرقى والابتزال أقل وهذا له أسبابه.

## روابط خارجية
- مقالات تستعمل روابط فنية بلا صلة مع ويكي بيانات